# Amar Ali (esgrimidor)
Amar Ali es un deportista iraquí que compitió en esgrima en silla de ruedas. Ganó dos medallas en los Juegos Paralímpicos de Verano, plata en Río de Janeiro 2016 y plata en París 2024.

## Palmarés internacional
| Juegos Paralímpicos | Juegos Paralímpicos     | Juegos Paralímpicos | Juegos Paralímpicos |
| Año                 | Lugar                   | Medalla             | Prueba              |
| ------------------- | ----------------------- | ------------------- | ------------------- |
| 2016                | Río de Janeiro (Brasil) | Medalla de plata    | Espada individual B |
| 2024                | París (Francia)         | Medalla de plata    | Espada por equipos  |